# دون رايت
دون رايت (بالإنجليزية: Don Wright)‏ هو سياسي أمريكي، ولد في 24 نوفمبر 1929، وتوفي في 5 يوليو 2014 في كيناي في الولايات المتحدة. حزبياً، نشط في الحزب الجمهوري والحزب الديمقراطي.